# 제이미 웨일릿
제이미 마이클 웨일릿(영어: Jamie Michael Waylett, 1989년 7월 21일 ~ )은 잉글랜드의 배우이다. 해리 포터 영화 시리즈에서 빈센트 크레이브 역으로 잘 알려져 있다. 17세때 코카인 남용 경험이있는 그는 2009년 7월 9일, 마리화나 소지 및 재배 혐의로 체포되었다. 2011년 영국 폭동에 가담한 그는 약탈 행위에 관여했다고 해서, 2012년 3월 금고 2년의 판결이 선고되었다.

## 출연 작품
- 해리 포터와 혼혈 왕자 (2009)
- 해리 포터와 불사조 기사단 (2007)
- 해리 포터와 불의 잔 (2005)
- 해리 포터와 아즈카반의 죄수 (2004)
- 해리 포터와 비밀의 방 (2002)
- 해리 포터와 마법사의 돌 (2001)